# Jingyu
Jingyu (chiń. 靖宇县; pinyin Jìngyŭ Xiàn) – powiat w północno-wschodnich Chinach, w prowincji Jilin, w prefekturze miejskiej Baishan.
W spisie ludności z 1999 roku liczył 140 921 mieszkańców.